# رابطة الحقوق المدنية الإيطالية الأمريكية
تم تشكيل رابطة الحقوق المدنية الإيطالية الأمريكية ( Italian-American Civil Rights League (IACRL)) في الأصل كمجموعة مناصرة سياسية تم إنشاؤها في مدينة نيويورك في أبريل 1970. كان ويليام سانتورو، محامي الدفاع الذي مثل العديد من شخصيات عائلة الجريمة في كولومبو، مسؤولاً عن العمل القانوني الذي أدمج الدوري. كان هدفها المعلن هو مكافحة الصور النمطية المهينة عن الأمريكيين من أصل إيطالي، لكنها في الواقع عملت كشركة علاقات عامة لإنكار وجود المافيا الأمريكية وتحسين صورة رجال العصابات.

## تاريخها
في أبريل 1970، أسس جوزيف كولومبو رابطة الحقوق المدنية الإيطالية الأمريكية، وهو الشهر الذي اتُهم فيه ابنه جوزيف كولومبو جونيور جنائيًا بصهر العملات المعدنية لإعادة بيعها كسبائك فضة. كرد على ذلك، ادعى جوزيف كولومبو الأب أن مكتب التحقيقات الفيدرالي قام بمضايقة الأمريكيين الإيطاليين، وفي 30 أبريل 1970، أرسل 30 معتصمًا خارج مقر مكتب التحقيقات الفيدرالي في الجادة الثالثة والشارع 69 للاحتجاج على الاضطهاد الفيدرالي لجميع الإيطاليين في كل مكان؛ استمر هذا لأسابيع. في 29 يونيو 1970، حضر 50 ألف شخص أول مسيرة يوم الوحدة الإيطالية في دائرة كولومبيا في مدينة نيويورك. ظهرت لقطات من مسيرة عام 1970 في فيلم أيام الغضب (1979)، من إخراج فريد وارشوفسكي واستضافه فنسنت برايس. في فبراير 1971، تمت تبرئة كولومبو جونيور من التهمة بعد أن تم القبض على الشاهد الرئيسي في المحاكمة بتهمة الحنث باليمين.
ثم حولت المجموعة انتباهها إلى ما اعتبرته إهانات ثقافية وتمييزًا ضد الأمريكيين من أصل إيطالي، مستخدمة تهديدات المقاطعة لإجبار Alka-Seltzer وشركة فورد على سحب الإعلانات التلفزيونية التي اعترضت عليها الرابطة. نجاح آخر للمجموعة كان أن المدعي العام الأمريكي جون ميتشل أمر وزارة العدل الأمريكية بالتوقف عن استخدام كلمة "مافيا" في الوثائق الرسمية والنشرات الصحفية. حصلت الرابطة أيضًا على اتفاق من ألبرت رودي، منتج العراب، لحذف مصطلحي "المافيا" و"كوسا نوسترا cosa nostra" من حوار الفيلم، ونجحت في إيقاف سلسلة متاجر مايسيزعن بيع لعبة لوحية تسمى "The Godfather Game قام التجار والمقيمون المسلحون في الرابطة في ليتل إيتالي بشراء وعرض شارات الدوري التي تعارض الفيلم. هددت الرابطة بإغلاق فريق Teamsters، والذي شمل سائقي الشاحنات والسائقين وأفراد الطاقم الذين كانوا ضروريين لصنع الفيلم. قاطعت رابطة الحقوق المدنية الإيطالية الأمريكية شركة فورد بسبب رعايتها للبرنامج التلفزيوني The F.B.I.وإشاراتها السلبية إلى الأمريكيين الإيطاليين كأفراد عصابات.
في 28 يونيو 1971، في التجمع الثاني ليوم الوحدة الإيطالية في دوار كولومبوس في مانهاتن، أطلق جيروم جونسون النار على كولومبو ثلاث مرات، واحدة في الرأس. قُتل جونسون على الفور على يد حراس كولومبو الشخصيين. نجا كولومبو من إطلاق النار، لكنه أصيب بالشلل؛ مات كولومبو بعد سبعة سنوات من سكتة قلبية متأثرا بجروح أصيب بها جراء إطلاق النار. بحلول العقد الأول من القرن الحادي والعشرين، جاءت رابطة الحقوق المدنية الإيطالية الأمريكية لتقديم العديد من البرامج الشبابية وغيرها.

## أنظر أيضا
- العنصرية المناهضة لإيطاليا
- أمريكيون إيطاليون

## روابط خارجية
- Crime Library: Colombo Family, وقائع مسيرة عام 1971 في دائرة كولومبوس من قبل رابطة الحقوق المدنية الإيطالية الأمريكية